# 銳額海羽水蚤
銳額海羽水蚤（学名：Haloptilus acutifrons）为亮羽水蚤科海羽水蚤屬下的一个种。